# المحافظة الاجتماعية في الولايات المتحدة
المحافظة الاجتماعية في الولايات المتحدة هي أيديولوجية سياسية تركز على الحفاظ على القيم والمعتقدات التقليدية. تتمحور المحافظة الاجتماعية بشكل أساسي حول الاهتمام بالقيم الأخلاقية والاجتماعية التي يرى أنصار الأيديولوجية أنها انحطت في المجتمع المعاصر نتيجة الليبرالية الحديثة. في الولايات المتحدة، يُعتبر اليمين المسيحي من أكبر قوى المحافظة الاجتماعية.
يُعنى المحافظون الاجتماعيون في الولايات المتحدة بالعديد من القضايا الاجتماعية مثل مناوئة الإجهاض، معاداة النسوية، دعم القيم العائلية التقليدية، معارضة الإباحية، دعم التثقيف الجنسي المتعلق بالامتناع فقط، معارضة حقوق المثليين، دعم الصلاة المدرسية، دعم القسائم المدرسية، دعم القوانين الزرقاء ليوم الأحد، معارضة القمار ومعارضة تعاطي العقاقير الاستجمامي، من بين أمور أخرى.
نظرًا لأن غالبية المحافظين الاجتماعيين متدينين بشكل كبير، ومعظمهم من المسيحيين تحديدًا، فقد حثوا على التركيز على التقاليد المسيحية في توجيه البلاد في القضايا الاجتماعية. وهذا يشمل الدعوة إلى شمل الدين في الحيز العام، مثل عرض تماثيل التراث اليهودي المسيحي بشكل عام وخصوصًا في أوقات الأعياد مثل الميلاد وأسبوع الفصح، بالإضافة إلى دعم إدراج الدين في نظام التعليم ودعم المدارس الأبرشية، إذ يعتقد المحافظون الاجتماعيون أن «الدين هو الأساس الأقوى للتطور الأخلاقي الذي يحتاجه الطلاب ليصبحوا مواطنين منتجين وملتزمين بالقانون».
تصف المحافظة الاجتماعية كمصطلح المواقف المحافظة من القضايا الاجتماعية والثقافية مثل الإجهاض وزواج المثليين والصلاة المدرسية، على عكس ما يسمى الليبرالية الاجتماعية (الليبرالية الثقافية). المحافظ الاجتماعي بهذا المعنى هو أقرب إلى معنى المحافظة الثقافية من المحافظة الاجتماعية الأوروبية الأوسع، وقد يتبنى وجهات نظر أكثر ليبرالية أو أكثر محافظة فيما يتعلق بالسياسية المالية.

## الآراء

### مناوئة الإجهاض
تعارض الحركة المناوئة للإجهاض في الولايات المتحدة الإجهاض المستحدث على أسس أخلاقية ودينية وتؤيد حظره أو تقييده القانوني. غالبًا ما يدعم المحافظون الاجتماعيون قلب قضية رو ضد وايد وهم عمومًا «مؤيدون للحياة» (يعارضون الإجهاض). غالبًا ما تستند هذه المعتقدات إلى حجة «شخصية الجنين». تركز حجج الشخصية على إعطاء الجنين مكانة الشخص مما يمنحه الحق في الحياة. غالبًا ما ترتبط المعتقدات المؤيدة للحياة بالجماعات المسيحية المحافظة، وخاصة الكنيسة الكاثوليكية.

### معاداة النسوية
غالبًا ما يعارض المحافظون الاجتماعيون النسوية، معتقدين أن الرجال والنساء مختلفون اختلافًا جوهريًا ويجب الحفاظ على الأدوار الجندرية التقليدية في المجتمع. غالبًا ما يروجون للأدوار التقليدية للمرأة كربة منزل ومقدمة رعاية، مما يثني النساء عن المشاركة في القوى العاملة أو الخدمة العسكرية أو الحكومة. يميل بعض المحافظين الاجتماعيين إلى التكاملية فيما يتعلق بأدوار الجنسين.
غالبًا ما يلقي المحافظون الاجتماعيون باللوم على النسوية فيما يخص العديد من المشكلات الاجتماعية التي تعاني منها العائلات الأمريكية. وهم يعتقدون أن الحركة النسوية في العصر الحديث قد أحدثت تزايدًا في عدد السكان غير المتزوجين وقوضت السلطة الذكورية في الأسرة، مساهمةً بذلك في تدهور الأسرة الأولية. يستشهد الكثيرون بالخصوبة دون مستوى الإحلال بسبب الإجهاض القانوني. يشير آخرون إلى تزايد الأمومة دون زواج بسبب ارتفاع معدلات الطلاق والمواليد خارج إطار الزواج، وما يترتب على الأطفال من ضرائب اقتصادية واجتماعية نتيجة ذلك. من المرجح أن يعاني أطفال الوالدين العازبين أو المطلقين من الفقر والسجن بسبب المشاكل السلوكية.

### دعم الأخلاقيات الجنسية
منذ الثورة الجنسية في الولايات المتحدة في الستينيات، كانت الأخلاق الجنسية نقطة خلاف في الحرب الثقافية بين المحافظين الاجتماعيين والليبراليين. يدعو المحافظون الاجتماعيون الحكومة إلى ممارسة القيادة الأخلاقية على الأعراف الجنسية، والترويج الفعال لقيم الأسرة. يشددون على قدسية الزواج والولادة، ويلقون باللوم على الليبرالية الاجتماعية في تزايد ممارسة الجنس الغريزي والجنس قبل الزواج والاستمناء والولادات خارج إطار الزواج وحمل المراهقات والأمراض المنقولة جنسيًا والمواد الإباحية منذ منتصف القرن العشرين.

### معارضة الإباحية
تعتبر معارضة الإباحية من المواقف التقليدية للمحافظين الاجتماعيين في الولايات المتحدة. يلقي الكثير منهم باللوم على المواد الإباحية في إفساد الأطفال، وتشجيع العنف الجنسي ضد النساء، والترويج لممارسة الجنس الغريزي وتدمير الزيجات. يعارض العديد من المسيحيين المحافظين الإباحية على أساس تعاليم الإنجيل التي تساوي الشهوة مع الزنا.
المركز الوطني للاستغلال الجنسي، المعروف سابقًا باسم الأخلاق في وسائل الإعلام، هو منظمة اجتماعية محافظة تعمل على تعزيز الحركة ضد المواد الإباحية.

### دعم التثقيف الجنسي المتعلق بالامتناع فقط
يهتم المحافظون الاجتماعيون بالتربية الأخلاقية وربما المعلومات غير اللائقة بالسن التي يتلقاها الأطفال من فصول التربية الجنسية في المدارس العامة. إذ يفضلون التربية الجنسية التي تقتصر على العفة فقط لتوافقها مع الأخلاق المسيحية التقليدية فيما يتعلق بالعفة وقدسية الزواج. يُعلِّم التثقيف الجنسي المتعلق بالامتناع فقط أن الجنس يقتصر على إطار الزواج وأن الجنس قبل الزواج غير مقبول. على العكس من ذلك، يعارض المحافظون الاجتماعيون التربية الجنسية الشاملة لأنها تعلم مفاهيم مشكوك فيها أخلاقيًا مثل تحديد النسل، والتي يعتقدون أنها تؤدي إلى ممارسة الجنس قبل الزواج والأمراض المنقولة جنسيًا وحمل المراهقات. يُشجع المحافظون الاجتماعيون النساء غير المتزوجات على ارتداء خواتم العفة بهدف الحفاظ على المفاهيم المسيحية التقليدية فيما يتعلق بالجنسانية.

### معارضة زواج المثليين
يعارض المحافظون الاجتماعيون زواج المثليين والاتحادات المدنية وتبني المثليين للأطفال وحقوق مجتمع الميم الأخرى، إذ أن المثلية الجنسية تتعارض مع التعاليم المسيحية الأساسية بأن الزواج يكون بين رجل وامرأة. غالبًا ما يعتقدون أن المثلية الجنسية أمر غير طبيعي، وأن الاعتراف بزواج المثليين سيعزز انتشار المثلية الجنسية في المجتمع، وأن الأطفال يتلقون تربية أفضل عندما يرعاهم أزواج غير مثليين. يتشكك المحافظون الاجتماعيون في إضفاء الشرعية على زواج المثليين، وبدلًا من ذلك يدعمون قوانين مثل قانون الدفاع عن الزواج (دي أو إم إيه) الذي عرّف الزواج على أنه اتحاد بين رجل وامرأة. يعتبر البعض أكثر مرونةً فيما يتعلق بالزيجات المدنية مقارنةً بزواج المثليين، لكن الكثيرين يعارضون العلاقات الجنسية المثلية بأي شكل من الأشكال. بينما يدعم المحافظون الاجتماعيون أحيانًا الحقوق الأساسية لمجتمع الميم، إلا أنهم يهتمون بـ «تطبيع» العلاقات الجنسية المثلية من خلال مؤسسة الزواج. يدعم بعض المحافظين زواج المثليين، مثل جمهوريي لوغ كابن.

### معارضة حقوق المتحولين جنسيًا
يعارض المحافظون الاجتماعيون حقوق المتحولين جنسيًا، إذ يعتبرون أنها تتعارض مع الأدوار الجندرية التقليدية التي تنص على الالتزام بالجنس عند الولادة. إنهم يعارضون السماح للأشخاص المتحولين جنسيًا باستخدام الضمائر والأسماء والحمامات وغرف تبديل الملابس التي يعتبرون أنها تلائم هوية الجنوسة. ويناهضون أيضًا الاعتراف بالنظام الجندري غير الثنائي.
في العصر الحديث، توترت العلاقة بين المسيحية والمتحولين جنسيًا، إذ تطلب معظم الكنائس من أعضائها الالتزام بما يعتقدون أنه جنسهم «الممنوح من الرب». تندد العديد من الطوائف المسيحية بالتحول الجنسي وتمنع المتحولين جنسيا من الزواج.